# Carex reznicekii
Carex reznicekii är en halvgräsart som beskrevs av Werier. Carex reznicekii ingår i släktet starrar, och familjen halvgräs. Inga underarter finns listade i Catalogue of Life.